# Estetoscópio

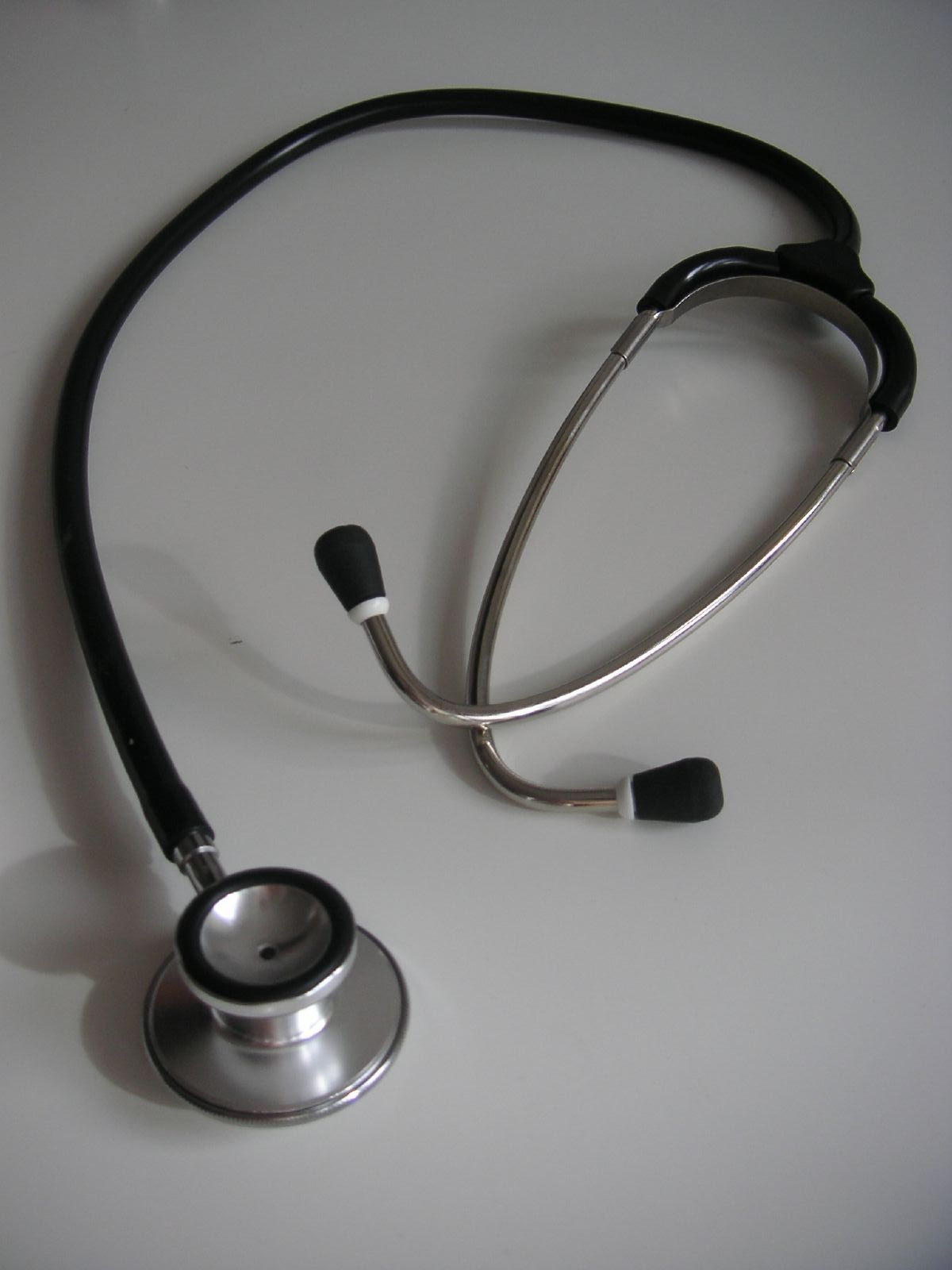
Um estetoscópio.

Estetoscópio (do grego στηθοσκόπιο, de στήθος, stéthos - peito e σκοπή, skopé - exame) é um instrumento utilizado por diversos profissionais, como médicos, fisioterapeutas, enfermeiros, nutricionistas e veterinários, para amplificar sons corporais de humanos ou animais. É geralmente constituído de um ressonador em forma de disco e dois tubos conectados a olivas auriculares. É comumente usado para escutar sons provenientes do pulmão (ruídos adventícios), coração (bulhas cardíacas) e intestinos (presença de gases, líquidos e presença ou ausência de peristalse (movimentos intestinais). Quando combinado a um esfigmomanômetro, serve para aferir a pressão sanguínea do examinado. Um estetoscópio que amplifica os sons auscultatórios é chamado de fonendoscópio
O estetoscópio foi uma invenção revolucionária do início do século XIX. Criado em 1816 pelo médico francês René Laënnec, enquanto trabalhava no Hospital Necker, em Paris, ele substituiu a prática de encostar o ouvido diretamente no peito do paciente por um tubo.Que deixou o trabalho dos médicos mais profissionais,higiênicos e respeitosos.

## Componentes
- Olivas auriculares: peças em formato anatômico, que se encaixam ao canal auditivo do examinador.
- Tubo(s) de condução: haste(s) em forma de "Y" que permitem a transmissão do som com pouca distorção da campânula ou diafragma aos ouvidos do examinador.
- Campânula: Peça de contato com o corpo do examinado, com formato de campânula, mais apropriado para percepção de sons graves.
- Diafragma: Peça de contato com o corpo do examinado, com formato de campânula, mas limitada por uma membrana,  mais apropriado para percepção de sons agudos.

## Tipos

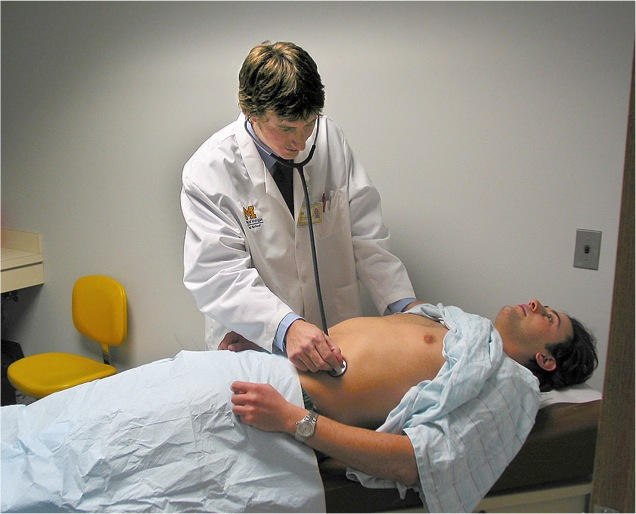
Um médico usando um estetoscópio no abdômen de um paciente para ouvir sons intestinais.

### Acústico
Estetoscópios acústicos são familiares para a maioria das pessoas, e operam na transmissão de som do dispositivo peitoral, através de tubos ocos cheios de ar, para as orelhas do ouvinte. O tórax geralmente consiste em dois lados que podem ser colocados contra o paciente para detectar o som; Um diafragma (disco de plástico) ou sino (copo oco).

### Eletrônico
Um estetoscópio eletrônico (ou estetófono) resolve o problema dos baixos níveis de som ampliando eletronicamente os sons corporais. No entanto, a amplificação dos artefatos de contato do estetoscópio e os pontos de interrupção dos componentes (limiares de resposta em frequência dos microfones, dos pré-amplificadores, dos amplificadores e dos alto-falantes eletrônicos do estetoscópio) limitam a utilidade geral dos estetoscópios amplificados eletronicamente, amplificando os sons de médio alcance e atenuando simultaneamente os altos e baixos - sons de frequência.

### Nanoelectrônico
Um estetoscópio nanoelectrônico mede apenas algumas centenas de nanômetros de diâmetro, 100 vezes mais fino do que um fio de cabelo humano. O dispositivo, uma nanofibra, é capaz de detectar sons tão fracos como 30 decibéis negativos. O dispositivo poderia ser usado para estudar a biomecânica das células e detectar transformações potencialmente nocivas, por exemplo, poderia ouvir sinais de um ataque viral ou crescimento canceroso.

## Um pouco da história
Vendo a necessidade de um instrumento que pudesse amplificar sons internos do corpo,como pulmão e coração sem a necessidade de colocar o ouvido diretamente na pele do paciente, René Laennec, inventou o estetoscópio.A idéia veio a partir de duas crianças brincando com um pedaço de madeira, enquanto uma ouvia na extremidade e a outra produzia ruídos na outra, a partir disso, ele usou folhas de papel enroladas para amplificar sons para facilitar a ausculta.